# الی دسه سیسوکو
الی دسه سیسوکو (انگلیسی: Aly Desse Sissoko؛ زادهٔ ۵ مهٔ ۱۹۹۸) بازیکن فوتبال  اهل مالی است.
وی همچنین در تیم ملی فوتبال مالی بازی کرده است.